# Nause
Nause, pleme američkih Indijanaca porodice Algonquian, koje je živjelo na jugu današnjeg okruga Dorchester u Marylandu. Njihovo glasvno istoimeno selo nalazilo se na sjevernoj obali rijeke Nanticoke, blizu njenog ušća. Potomci im danas žive s Wiwash ili Waiwash Indijancima pod imenom Nause-Waiwash, a populacija im iznosi oko 250. Nause su bili članovi konfederacije Nanticoke i ne smiju se pobrkati s plemenom Nauset.